# Falcão (giocatore di calcio a 5)
Alessandro Rosa Vieira, meglio conosciuto come Falcão (San Paolo, 8 giugno 1977), è un ex giocatore di calcio a 5 ed ex calciatore brasiliano.
Considerato uno dei migliori giocatori nella storia del calcio a 5, nel corso della sua carriera ha vinto, con la nazionale brasiliana, due Coppe del Mondo e cinque campionati sudamericani.
Ha inoltre ricevuto numerosi riconoscimenti individuali, fra cui quattro titoli per il miglior giocatore dell'anno (2004, 2006, 2011 e 2012) e un premio FIFA alla carriera (2016). Con 48 reti realizzate in cinque partecipazioni, è il miglior marcatore di tutti i tempi della Coppa del Mondo.

## Caratteristiche tecniche
Estremamente abile con entrambi i piedi, Falcão era dotato di un'incredibile visione di gioco ed era capace di entusiasmare il pubblico con finte e dribbling.

## Biografia
Nato a San Paolo, fin da bambino ha giocato a calcio nei quartieri del nord della città. Ha ereditato lo pseudonimo "Falcão" dal padre João Eli Vieira, a sua volta soprannominato così per via della somiglianza fisica con l'ex calciatore professionista Paulo Roberto Falcão.

## Carriera

### Club
Ha iniziato la sua carriera nel 1989 entrando a far parte nelle giovanili della Guapira, e lì ha catturato l'attenzione del Corinthians, che lo portò a giocare a calcio a 5. Con loro ha firmato il suo primo contratto da giocatore professionista. Inizia la sua carriera vera e propria nel calcio a 5 nel 1992, e poco dopo la sua abilità tecnico-calcistica lo porta nel giro della nazionale brasiliana.
Falcão al Corinthians è rimasto per quattro stagioni, fino a quando nel 1997 è stato acquistato per una stagione dalla General Motors Chevrolet, una squadra del massimo campionato brasiliano di futsal. Un anno dopo, nel 1998, avvenne il suo debutto internazionale per il Brasile. Nel 1999 si è trasferito all'Atletico Mineiro, dove ha vinto il suo primo campionato nazionale, mentre nella stagione seguente gioca per la sezione di futsal del São Paulo FC. All'inizio della stagione 2000-01 ha firmato per l'Esporte Clube Banespa, e due anni dopo ha firmato con il Jaraguà.
Le sue prestazioni lo hanno portato nel 2004 ad essere premiato dalla FIFA come il migliore giocatore di calcio a 5 del mondo, anche se è arrivato solamente terzo al Mondiale di Calcio a 5 del 2004. Si è laureato infatti capocannoniere della Liga Futsal nel 2005, con 25 gol, e del FIFA Futsal World Championship 2004 con 13 gol in 8 partite disputate. Nel 2005 ha provato anche l'esperienza nel calcio a 11, con 6 presenze condite da 5 gol nella massima serie brasiliana e una presenza nella Coppa Libertadores 2005 da giocatore del São Paulo.
Tuttavia, dopo questa breve esperienza, è tornato al calcio a 5 nelle file del Jaraguà, con cui ha vinto quattro scudetti e tre coppe Libertadores. Vince anche il premio nel 2006 di miglior giocatore in Brasile. Inoltre, è divenuto campione del mondo con la nazionale brasiliana nel 2008, e gli è stato assegnato ancora una volta dalla FIFA il premio come miglior giocatore. Nel 2011 Falcão è passato al Santos Futebol Clube di San Paolo, sua città natale. Nel 2012, a causa anche di problemi societari, si è trasferito all'Intelli. Nel 2014 entra a far parte della BF Brasil Kirin.

### Nazionale
Con la selezione brasiliana ha vinto la Coppa America in cinque occasioni (1998, 1999, 2000, 2008 e 2011), l'argento al FIFA Futsal World Championship 2000 e il bronzo al coppa del Mondo 2004, la medaglia d'oro di campione del mondo nei mondiali del coppa del Mondo 2008 e del coppa del Mondo 2012 e la medaglia d'oro ai Giochi panamericani del 2007. Ha anche vinto il Grand Prix de Futsal ben cinque volte.
Nel 2015, Falcao e altri 54 giocatori di calcio a 5 brasiliani ancora in attività nella Lega del Brasile e all'estero hanno annunciato che non avrebbero giocato con la nazionale a causa di alcuni scandali di corruzione all'interno della Confederação Brasileira de Futebol de Salão (CBFS). Tuttavia, Falcao ha espresso il suo desiderio di giocare per l'ultima volta la Coppa del Mondo in programma l'anno seguente in Colombia. Ha giocato la sua ultima partita in nazionale il 21 settembre 2016 nella gara contro l'Iran valida per gli ottavi di finale. Nonostante una sua tripletta, il Brasile è stato eliminato ai rigori dagli iraniani.

## Palmarès

### Calcio a 5

#### Club

##### Competizioni nazionali
- Campionato brasiliano: 4

Atletico Mineiro: 1999
Jaraguá: 2005, 2007, 2008
- Coppa del Brasile: 6

GM Chevrolet: 1998
Jaraguá: 2003, 2004, 2006, 2007, 2008

##### Competizioni internazionali
- Campionato sudamericano: 6

Jaraguá: 2004, 2005, 2006, 2007, 2008, 2009

#### Nazionale
- Campionato mondiale: 2

2008, 2012

#### Individuale
- Futsal Awards: 4

Miglior giocatore: 2004, 2006, 2011, 2012
- Premio alla carriera FIFA

2016

### Calcio

#### Competizioni internazionali
- Copa Libertadores: 1

San Paolo: 2005